# Jesse Edwards
Jesse David Edwards (Amesterdão, 18 de março de 2000) é um jogador holandês de basquete profissional que atualmente joga no Minnesota Timberwolves da National Basketball Association (NBA) e no Iowa Wolves da G-League.
Ele jogou basquete universitário pela Universidade de Syracuse e pela Universidade da Virgínia Ocidental. Ele joga pela Seleção Neerlandesa de Basquete.

## Primeiros anos
Edwards nasceu em Amesterdão, filho de mãe holandesa e pai britânico. Ele cresceu com dois irmãos. Ele começou a jogar basquete aos 14 anos e depois se juntou as divisões de base do Apollo. Depois de se formar no ensino médio na Holanda, ele foi jogar no time de pós-graduação da IMG Academy, um internato em Bradenton, Flórida.
Enquanto jogava pelo Apollo, ele jogou junto com Quinten Post que hoje joga no Golden State Warriors.
Edwards recebeu ofertas da Georgia Tech e Providence, entre outros. Ele se comprometeu a jogar basquete universitário na Universidade de Syracuseem abril de 2019.

## Carreira universitária
Edwards teve médias de 2,4 pontos e 1,7 rebotes como calouro. Em seu segundo ano, ele teve médias de 1,9 pontos e 2,6 rebotes. Em 5 de dezembro de 2021, ele registrou seu primeiro duplo-duplo da carreira, após registrar 11 pontos e 12 rebotes contra Florida State. Em 8 de fevereiro de 2022, Edwards quebrou o pulso esquerdo durante um jogo contra Boston College, encerrando sua temporada. Em sua terceira temporada, ele teve média de 12 pontos e 6,5 rebotes, acertando 69,5% dos arremessos. Na temporada de 2022–23, Edwards teve médias de 14,5 pontos, 10,3 rebotes e 2,7 bloqueios.
Em abril de 2023, Edwards foi transferido para a Universidade da Virgínia Ocidental.

## Carreira profissional
Após não ser selecionado no draft da NBA de 2024, Edwards assinou um contrato de duas vias com o Minnesota Timberwolves e com seu afiliado da G-League, Iowa Wolves, em 9 de julho de 2024. Isso o tornou, junto com Quinten Post, o primeiro holandês em mais de dez anos a jogar na NBA.

## Carreira na seleção
Edwards foi selecionado pela Seleção Neerlandesa para os jogos de qualificação da Copa do Mundo de 2023. Em 2 de julho de 2022, Edwards estreou em uma derrota fora de casa por 66-67 contra a Islândia, na qual teve seis pontos, sete rebotes e dois bloqueios em dez minutos.
Em agosto de 2022, Edwards voltou à seleção para participar das eliminatórias da Copa do Mundo e do Eurobasket. Ele estava na lista de 12 jogadores que foram convocados para o EuroBasket de 2022.

## Estatísticas da carreira

### Universidade
| Ano      | Equipe        | PJ  | PT | MPJ  | AP   | 3P    | LL   | RT   | AS  | BR  | TO  | PPJ  |
| -------- | ------------- | --- | -- | ---- | ---- | ----- | ---- | ---- | --- | --- | --- | ---- |
| 2019–20  | Syracuse      | 21  | 0  | 6.9  | .792 | —     | .632 | 1.7  | .0  | .2  | .5  | 2.4  |
| 2020–21  | Syracuse      | 18  | 0  | 8.9  | .462 | —     | .714 | 2.6  | .0  | .3  | .4  | 1.9  |
| 2021–22  | Syracuse      | 24  | 24 | 28.0 | .695 | —     | .598 | 6.5  | 1.0 | 1.1 | 2.8 | 12.0 |
| 2022–23  | Syracuse      | 32  | 32 | 32.5 | .592 | 1.000 | .729 | 10.3 | 1.6 | 1.4 | 2.7 | 14.5 |
| 2023–24  | West Virginia | 23  | 22 | 28.2 | .613 | .000  | .523 | 8.0  | 1.2 | .6  | 1.7 | 15.0 |
| Carreira | Carreira      | 118 | 78 | 20.9 | .630 | .500  | .639 | 5.8  | .7  | .7  | 1.6 | 9.1  |

## Vida pessoal
Seu irmão mais velho, Kai, também joga basquete, atualmente joga pelo Landstede Basketbal da Holanda e jogou basquete universitário pelo Northern Colorado de 2016 a 2020.

## Links externos
- Biografia do West Virginia Mountaineers
- Biografia de Syracuse Orange